# Сант-Агапіто
Сант-Агапіто, Сант-Аґапіто (італ. Sant'Agapito) — муніципалітет в Італії, у регіоні Молізе, провінція Ізернія.
Сант-Агапіто розташований на відстані близько 150 км на схід від Рима, 38 км на захід від Кампобассо, 6 км на південь від Ізернії.
Населення — 1464 особи (2014).

## Демографія
Населення за роками:

Станом на 1 січня 2023 року в муніципалітеті офіційно проживало 79 іноземців з 16 країн, серед них 13 громадян країн Євросоюзу та 2 громадяни України.

## Сусідні муніципалітети
- Ізернія
- Лонгано
- Маккія-д'Ізернія
- Монтеродуні